# Distretto di Qianjin (Kaohsiung)
Il distretto di Qianjin (前金區S, Qiánjīn QūP) è un distretto della municipalità di Kaohsiung, situata a Taiwan.